# Glodianus dimidiatus
Glodianus dimidiatus är en stekelart som först beskrevs av Brulle 1846.  Glodianus dimidiatus ingår i släktet Glodianus och familjen brokparasitsteklar. Inga underarter finns listade i Catalogue of Life.